# Kšaft umírající matky Jednoty bratrské
Kšaft umírající matky Jednoty bratrské je dílo Jana Amose Komenského, jež je myšleno jako závěť této církve v situaci třicetileté války. Komenský napsal toto dílo roku 1650, snad zklamán z výsledků Vestfálského míru.

## Struktura díla
V díle jsou osloveni členové Jednoty jako „synové“ a jim je adresována tato závěť. Ta je rozdělena do 20 očíslovaných bodů.
1. Autorovo přesvědčení, že v soudobé situaci chce Bůh obnovit svět s novými pořádky.
2. Zmiňuje Jednotu vypuzenou z českých zemí a nutnost sestavit závěť pro budoucí věky.
3. Synové jsou „matkou“ Jednotou vybízeni, aby prosili o milosrdenství.
4. Jednota matka je připravena v závěti každému odkázat, co je potřebné, a symbolicky ve čtyři houfy (do všech světových stran) rozděluje své potomstvo.
5. Jedny povzbuzuje pro čas pronásledování a zkoušek ve vytrvalosti.
6. Věrné členy povzbuzuje ke zvěstování evangelia.
7. Připomínajíc sv. Petra nabádá k vytrvalosti víry.
8. Ostatkům lidu jednoty odkazuje pláč, pokání a nápravu.
9. Pláč nad nesvorností, jíž se v Jednotě dopustili.
10. Pokání a modlitby k Bohu jsou zde doporučeny spolu s připomenutím milosrdenství Božího jako zdroje naděje.
11. Napomenutí k lásce.
12. Slovo k Jednotě polské.
13. Povzbuzení kazatelů k věrnosti a vytrvalosti.
14. Slovo k Jednotě římské, tedy římskokatolické církvi.
15. Slovo k „sestrám“ (Jednotám), které vedou odpor proti římské církvi. Rovněž slovo k Jednotě helvetské (reformované církvi kalvínské).
16. Slovo k Jednotě německé.
17. Slovo k Jednotě helvétské.
18. Slovo povzbuzení všem rozptýleným jednotám, tj. církvím.
19. Slovo k národu českému a moravskému a k vlasti. Povzbuzení k horlivosti víry.
20. Závěr a rozloučení se s vlastí, prosba o požehnání Boží.

V díle dochází i k určité personifikaci právě Jednoty jako matky. Je ale také možné, že byl Komenský při psaní ovlivněn i nedávným úmrtím druhé manželky Marie.